# Vilcabambastekelstaart
De vilcabambastekelstaart (Cranioleuca weskei) is een zangvogel uit de familie Furnariidae (ovenvogels).  Het is een bosvogel uit de Andes in Peru die endemisch is in het Vilcabambagebergte.

## Taxonomie
De vogel werd in 1984 door de Amerikaanse vogelkundige James Van Remsen geldig beschreven als ondersoort van de marcapatastekelstaart. De vogel is genoemd naar John S. Weske, als expeditieleider betrokken bij het onderzoek aan stekelstaarten in de Andes. Op grond van verschillen in geluid en in het verenkleed is de vogel als aparte soort geplaatst op de IOC World Bird List.

## Kenmerken
De vogel is 15 tot 16 cm lang. De vogel is van boven bruin en heeft (zoals alle stekelstaarten) puntige staartveren. De kruin is opvallend wit met daaronder een donkere rand en een lichte wenkbrauwstreep. De borst en buik zijn egaal licht grijsbruin.

## Verspreiding en leefgebied
Deze soort komt voor in zuidoostelijk Peru in een zeer beperkt gebied op hoogten tussen de 2400 en 3600 meter boven zeeniveau in het  vochtige deel van de Andes in het district Vilcabamba in de provincie La Convención in Peru. De leefgebieden liggen in de montane zone, bosgebieden met een rijke ondergroei aan de rand van de boomgrens.